# Szkoły w Kielcach

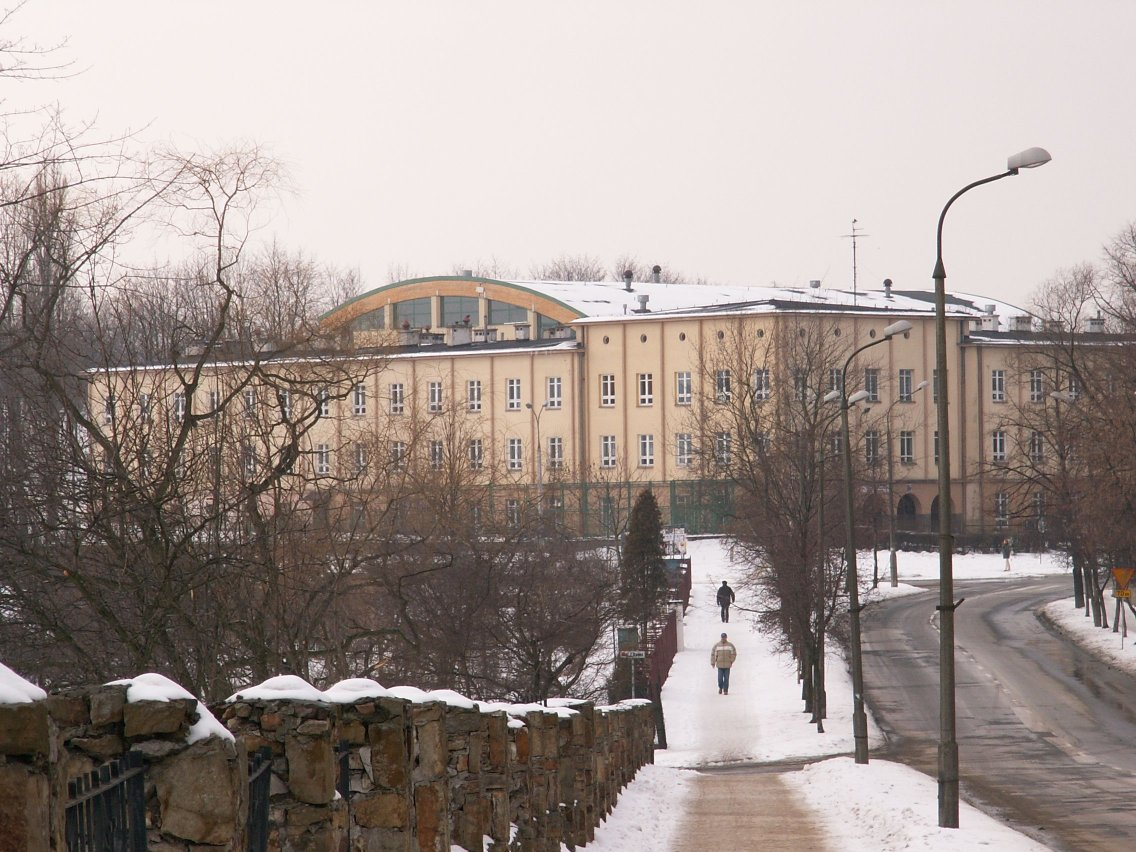
VI Liceum Ogólnokształcące im. Juliusza Słowackiego

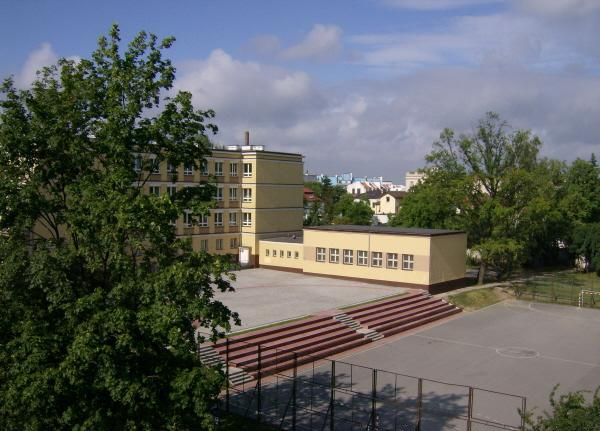
Szkoła Podstawowa nr 13 im. Władysława Jagiełły przy ul. Prostej 27a. Widok od strony os. Jana Czarnockiego

W Kielcach znajduje się kilkadziesiąt szkół podstawowych, kilkanaście szkół ponadpodstawowych oraz kilkanaście szkół wyższych.

## Szkoły podstawowe

### Szkoły podstawowe publiczne
Źródło:
- Szkoła Podstawowa nr 1 im. Stanisława Staszica
- Szkoła Podstawowa nr 2 im. Marii Konopnickiej – jej początki sięgają 1819 r., kiedy to w Kielcach swoją działalność rozpoczęły dwie niezależne od siebie szkoły: Szkoła Elementarna Płci Męskiej i Szkoła Elementarna Płci Żeńskiej. Na początku placówka kilkukrotnie zmieniała siedzibę, w czasie I wojny światowej mieściła się przy ul. Bandurskiego (róg Wesołej), następnie przeniesiona została do lokalu przy ul. Prostej, a od 1918 korzystała z pomieszczeń Szkoły Męskiej przy ul. Kolejowej 8. W 1920 r. władze miasta zadecydowały o budowie nowej siedziby przy ul. Kościuszki – budynku, jak na owe czasy, bardzo nowoczesnego, dwupiętrowego, wyposażonego w centralne ogrzewanie i kanalizację. Podczas II wojny światowej, do stycznia 1940 r. stacjonowało tu wojsko niemieckie, do końca lata 1941 mieściła się tu szkoła dla dzieci niemieckich, do 1945 r. – urządzono szpital wojskowy. Po wojnie placówkę przekształcono w koedukacyjną Szkołę Powszechną TPD nr 2, która dzisiejszą nazwę przyjęła w 1956 r.[2].
- Szkoła Podstawowa nr 4
- Szkoła Podstawowa nr 5 im. Stefana Artwińskiego wchodząca w skład Zespołu Szkolno-Przedszkolnego nr 2
- Szkoła Podstawowa nr 7 im. Partyzantów Ziemi Kieleckiej
- Szkoła Podstawowa nr 8 im. Wojska Polskiego
- Szkoła Podstawowa nr 9 im. Adolfa Dygasińskiego
- Szkoła Podstawowa nr 11 im. Bohaterów Warszawy (integracyjna)
- Szkoła Podstawowa nr 12 im. Bohaterów Westerplatte
- Szkoła Podstawowa nr 13 im. Władysława Jagiełły
- Szkoła Podstawowa nr 14 wchodząca w skład Zespołu Szkół nr 1 Specjalnych (specjalna)[3]
- Szkoła Podstawowa nr 15 im. Tadeusza Kościuszki
- Szkoła Podstawowa nr 18 im. Zbigniewa Kruszelnickiego "Wilka"
- Szkoła Podstawowa nr 19 im. Ireny Sendlerowej
- Szkoła Podstawowa nr 20 im. Natalii Machałowej
- Szkoła Podstawowa nr 22 im. gen. Stanisława Maczka
- Szkoła Podstawowa nr 23 im. Jana Pawła II
- Szkoła Podstawowa nr 24 im. Pierwszej Kompanii Kadrowej
- Szkoła Podstawowa nr 25 im. Kornela Makuszyńskiego
- Szkoła Podstawowa nr 27 im. K.K. Baczyńskiego
- Szkoła Podstawowa nr 28 im. Żołnierzy 4 PP "Czwartaków" wchodząca w skład Zespołu Placówek Oświatowych nr 1
- Szkoła Podstawowa nr 29 im. Wojtka Szczepaniaka "Lwowiaka"
- Szkoła Podstawowa nr 31 im. Henryka Sienkiewicza
- Szkoła Podstawowa nr 32 im. Janusza Kusocińskiego
- Szkoła Podstawowa nr 33 im. I.J. Paderewskiego
- Szkoła Podstawowa nr 34 im. Adama Mickiewicza
- Szkoła Podstawowa nr 36 (specjalna)[4]
- Szkoła Podstawowa nr 39 im. Stanisława Moniuszki

### Szkoły podstawowe niepubliczne
- Katolicka Szkoła Podstawowa im. Św. Stanisława Kostki
- Społeczna Szkoła Podstawowa im. Mikołaja Reja
- Prywatna Szkoła Podstawowa
- Akademicka Szkoła Podstawowa
- Zespół Szkół im. Juliusza Verne'a

## Szkoły średnie

### Publiczne licea ogólnokształcące
- I Liceum Ogólnokształcące im. Stefana Żeromskiego
- II Liceum Ogólnokształcące im. Jana Śniadeckiego
- III Liceum Ogólnokształcące im. Cypriana Kamila Norwida
- IV Liceum Ogólnokształcące
- V Liceum Ogólnokształcące im. ks. Piotra Ściegiennego
- VI Liceum Ogólnokształcące im. Juliusza Słowackiego
- VII Liceum Ogólnokształcące im. Józefa Piłsudskiego
- X Liceum Ogólnokształcące im. Józefa Wybickiego
- Liceum sióstr Nazaretanek im. Św. Jadwigi Królowej

### Niepubliczne licea ogólnokształcące
- Katolickie Liceum im. Św. Stanisława Kostki
- Prywatne Liceum Ogólnokształcące
- Ogólnokształcące Liceum Akademickie im. Jadwigi Kossakowskiej-Dębickiej

### Szkoły zawodowe
- Zespół Państwowych Szkół Plastycznych im. Józefa Szermentowskiego
- Zespół Szkół Przemysłu Spożywczego w Kielcach
- Zespół Szkół Ekonomicznych im. Oskara Langego w Kielcach
- Zespół Szkół Zawodowych nr 1
- Zespół Szkół Zawodowych nr 2
- Zespół Szkół Zawodowych nr 3
- Zespół Szkół Ponadgimnazjalnych
- Zespół Szkół Mechaniczno-Ekonomicznych im. gen. Władysława Sikorskiego
- Zespół Szkół Ekonomicznych Mikołaja Kopernika
- Zespół Szkół Elektrycznych im. Ryszarda Kaczorowskiego
- Zespół Szkół Informatycznych im. gen. Józefa Hauke-Bosaka
- Zakład Doskonalenia Zawodowego
- Monolit Zespół Szkół Prywatnych w Kielcach

## Szkoły wyższe

### Publiczne
- Politechnika Świętokrzyska
- Uniwersytet Jana Kochanowskiego

### Niepubliczne
- Staropolska Szkoła Wyższa
- Świętokrzyska Szkoła Wyższa
- Wszechnica Świętokrzyska
- Wyższa Szkoła Administracji Publicznej
- Wyższa Szkoła Ekonomii, Prawa i Nauk Medycznych im. prof. Edwarda Lipińskiego
- Wyższa Szkoła Handlowa im. Bolesława Markowskiego
- Wyższa Szkoła Technik Komputerowych i Telekomunikacji
- Wyższa Szkoła Umiejętności im. Stanisława Staszica
- Wyższe Seminarium Duchowne